# Felicia amoena
Felicia amoena là một loài thực vật có hoa trong họ Cúc. Loài này được (Sch.Bip.) Levyns mô tả khoa học đầu tiên năm 1948.